# Ramboldia neolaeta
Ramboldia neolaeta är en lavart som beskrevs av Kalb & Elix. Ramboldia neolaeta ingår i släktet Ramboldia och familjen Lecanoraceae.   Inga underarter finns listade i Catalogue of Life.